# Adderall
Adderall e Mydayis são nomes comerciais de uma associação medicamentosa composta por quatro sais de anfetamina. Essa associação é formada por partes iguais de anfetamina e dextroanfetamina em suas formas racêmicas. O medicamento final é composto por 75% de dextroanfetamina e por 25% de levanfetamina, que são dois enantiômeros da anfetamina. Esses enantiômeros agem como estimulantes, mas possuem um mecanismo de ação único, o que confere ao Adderall um perfil farmacológico distinto de outros medicamentos estimulantes, como os que são compostos apenas por anfetamina ou por dextroanfetamina em suas misturas racêmicas, que são comercializados, respectivamente, sob os nomes comerciais de Evekeo e Dexedrina/Zenzedi. Adderall é utilizado no tratamento do transtorno do déficit de atenção e hiperatividade (TDAH) e da narcolepsia. Ele também é utilizado como intensificador do desempenho atlético, intensificador cognitivo e inibidor de apetite. Adderall é um estimulante do sistema nervoso central (SNC) que pertence à classe das feniletilaminas.
Geralmente, o Adderall é eficaz e bem tolerado no tratamento dos sintomas do TDAH e narcolepsia. Em doses terapêuticas, o Adderall induz efeitos emocionais e cognitivos, como euforia, alterações na libido, aumento no estado de vigília e aprimoramento do controle cognitivo. Nessas doses, também induz efeitos físicos, como aceleração do tempo de reação, resistência à fadiga e aumento da força muscular. Por outro lado, doses elevadas de Adderall podem prejudicar o controle cognitivo, causar rápida degradação muscular ou induzir sintomas de psicose (por exemplo, delírios e paranoia). Os efeitos colaterais do Adderall variam bastante entre os indivíduos, mas os mais comuns são insônia, boca seca e perda de apetite. O risco de desenvolvimento de toxicodependência é insignificante quando o Adderall é usado conforme prescrito e em doses terapêuticas, como as que são utilizadas para tratar TDAH. No entanto, quando o Adderall é usado diariamente em doses elevadas, há um risco significativo de desenvolvimento de toxicodependência que se deve, particularmente, aos estímulos reforçadores e ao desenvolvimento de tolerância medicamentosa. Ainda, o uso recreativo de anfetamina envolve, geralmente, dosagens significativamente maiores do que as doses terapêuticas, o que também aumenta a incidência de efeitos colaterais graves.
Os dois enantiômeros de anfetamina que compõem o Adderall, levanfetamina e dextroanfetamina, aliviam os sintomas do TDAH e da narcolepsia porque aumentam a atividade dos neurotransmissores noradrenalina e dopamina no cérebro. Em parte, esse efeito é resultado das interações dos princípios ativos com o receptor 1 associado a aminas traço (TAAR1) e com o transportador vesicular de monoamina 2 (VMAT2) nos neurônios. Em comparação com a levoanfetamina, a dextroanfetamina é um estimulante mais potente, mas a levoanfetamina possui efeitos cardiovasculares e periféricos ligeiramente mais fortes e uma meia-vida de eliminação mais longa, permanecendo no corpo por mais tempo do que a dextroanfetamina. A anfetamina, princípio ativo do Adderall, compartilha muitas propriedades químicas e farmacológicas com as aminas traço, particularmente com a fenetilamina e com a N-Metilfenetilamina (NMPEA), um isômero posicional da anfetamina. Em 2017, Adderall foi a 27ª medicação mais prescrita nos Estados Unidos, contabilizando mais de 24 milhões de prescrições médicas.

## Usos

### Médico
Adderall é utilizado no tratamento do transtorno do déficit de atenção e hiperatividade (TDAH) e da narcolepsia (um tipo de distúrbio do sono). Em algumas espécies de animais, a administração de anfetaminas a longo prazo, especialmente em doses elevadas, pode causar transtornos neurológicos e anormalidades no sistema dopaminérgico do cérebro, mas em humanos com TDAH, as anfetaminas farmacêuticas, quando utilizadas em dosagens terapêuticas e sob orientação médica, parecem melhorar o desenvolvimento cerebral e o desenvolvimento dos nervos. Revisões de estudos de imagem por ressonância magnética sugerem que o tratamento a longo prazo com anfetaminas pode diminuir anormalidades na estrutura e função cerebral de indivíduos com TDAH, além de ampliar a função de algumas regiões do cérebro, como as do núcleo caudado direito e do gânglio basal.
Revisões de ensaios clínicos sobre estimulantes estabeleceram a segurança e eficácia do uso contínuo de anfetaminas a longo prazo no tratamento do TDAH. Ensaios clínicos controlados e randomizados de terapia contínua, com duração de dois anos, avaliaram que o uso terapêutico de estimulantes em indivíduos com TDAH demonstraram eficácia e segurança. Duas revisões indicaram que a terapia com estimulantes contínua e de longo prazo, em indivíduos com TDAH, é eficaz na redução de seus principais sintomas (ou seja, hiperatividade, desatenção e impulsividade), consequentemente aumentando a qualidade de vida e produzindo melhorias em um grande número de funções desempenhadas pelo paciente, como em atividades escolares e acadêmicas, comportamento antissocial, condução de veículos, redução do consumo de drogas ilegais, tratamento de obesidade, melhoria na autoestima e outras funções sociais. Uma revisão destacou um ensaio controlado e randomizado de nove meses sobre o tratamento com estimulantes em crianças com TDAH , que observou um aumento contínuo da atenção e diminuição do comportamento divergente e/ou hiperativo. Outra revisão indicou que, com base nos ensaios clínicos de acompanhamento mais longos realizados até o momento, a terapia com estimulantes que se inicia ainda durante a infância é continuamente eficaz no controle dos sintomas do TDAH e na redução do risco de desenvolvimento de drogadicção quando adulto.
Os modelos clínicos atuais sobre o TDAH sugerem que a patologia está associada a deficiências funcionais que afetam alguns dos sistemas de neurotransmissores do cérebro. Por sua vez, essas deficiências funcionais estão ligadas tanto à neurotransmissão dopaminérgica debilitada na via mesolímbica, como também à neurotransmissão de noradrenalina nas projeções noradrenérgicas do cerúleo para o córtex pré-frontal. Substâncias psicoestimulantes, como metilfenidato e anfetamina, são eficazes no tratamento do TDAH porque aumentam a atividade dos neurotransmissores nessas regiões do cérebro. Melhorias nos sintomas do TDAH foram observadas em aproximadamente 80% dos pacientes tratados com estimulantes. De modo geral, crianças com TDAH que são tratadas com medicamentos estimulantes são menos distraídas e impulsivas, apresentam melhores relacionamentos com colegas e familiares, possuem melhor desempenho na escola e uma maior capacidade de concentração. Revisões sistemáticas, realizadas pela Colaboração Cochrane, sobre o tratamento com anfetaminas em crianças, adolescentes e adultos com TDAH concluíram que estudos de curto prazo demonstram que psicoestimulantes diminuem a gravidade dos sintomas, mas possuem taxas de descontinuação mais altas do que em tratamentos com medicamentos não estimulantes, devido aos efeitos colaterais. Uma revisão da Cochrane sobre o tratamento de TDAH em crianças com transtornos de tiques, como a síndrome de Tourette, indicou que psicoestimulantes não costumam piorar os tiques, mas altas doses de dextroanfetamina podem exacerbar os tiques em alguns indivíduos.

#### Formas disponíveis
Adderall está disponível em formas farmacêuticas de comprimidos de liberação imediata (IR), e em duas formulações diferentes de liberação estendida (XR). Normalmente, as formulações de liberação estendida são tomadas durante a manhã. Uma formulação de liberação estendida mais curta está disponível sob a marca Adderall XR, com efeito de aproximadamente 12 horas, e que foi projetada para fornecer um efeito terapêutico e concentrações plasmáticas semelhantes a tomar duas doses do medicamento, na forma de liberação imediata, com um intervalo de 4 horas entre as administrações. Uma formulação de liberação estendida mais longa, com efeito que se estende por aproximadamente 16 horas, também está disponível.

### Potencializador de desempenho

#### Desempenho cognitivo
Uma revisão sistemática e uma metanálise de ensaios clínicos de alta qualidade descobriram que, quando utilizada em doses baixas e terapêuticas, a anfetamina produz melhorias modestas, mas clinicamente relevantes, no controle cognitivo de adultos saudáveis, o que inclui memória de trabalho, memória episódica e em alguns aspectos da atenção. Os efeitos de aumento da cognição ocasionados pela anfetamina são parcialmente mediados pela ativação indireta do receptor de dopamina D1 e do receptor adrenérgico α2 no córtex pré-frontal. Uma revisão sistemática, publicada em 2014, descobriu que baixas doses de anfetamina também melhoram a consolidação da memória que, por sua vez, aumenta a capacidade da memória em recordar informações. Doses terapêuticas de anfetamina também aumentam a eficiência da rede cortical, efeito que media o aprimoramento da memória de trabalho dos indivíduos. A anfetamina, bem como outros estimulantes usados no tratamento do TDAH, também aumentam o estado de vigília e a saliência de incentivo (ou seja, motivação e desejo) para a realização de tarefas, aperfeiçoando o comportamento direcionado a atingir metas. Estimulantes, como a anfetamina, podem melhorar o desempenho em tarefas difíceis e repetitivas, e são usados por alguns estudantes para fins acadêmicos. Nos Estados Unidos, com base em estudos autorreportados de usos ilícitos de estimulantes, estima-se que entre 5% a 35% dos estudantes universitários utilizam estimulantes obtidos sem prescrição médica. Altas doses de anfetamina, sobretudo as que estão acima do índice terapêutico, podem interferir negativamente na memória de trabalho e em outros aspectos do controle cognitivo.

#### Desempenho físico
Devido aos efeitos estimulantes, a anfetamina é usada por alguns atletas que buscam, por exemplo, obter aumento da resistência física ou do alerta mental. Entretanto, o uso não medicinal de anfetamina é proibido em eventos esportivos que, geralmente, são regulamentados por agências antidoping nacionais e internacionais. Em pessoas saudáveis e em doses terapêuticas, evidências demonstram que a anfetamina aumenta a força muscular, aceleração, desempenho anaeróbico e atrasa o início da fadiga, ao mesmo tempo em que melhora o tempo de reação. Os efeitos de intensificação do desempenho físico são resultado, principalmente, da ação da anfetamina na inibição de receptação e liberação de dopamina no sistema nervoso central. A anfetamina e outras drogas dopaminérgicas também aumentam a produção de energia na classificação da percepção subjetiva do esforço, permitindo, através de alterações na termorregulação, um aumento no limite da temperatura corporal. Em doses terapêuticas, os efeitos adversos da anfetamina não impedem o desempenho atlético, entretanto, em doses elevadas, a anfetamina pode induzir efeitos que prejudicam o desempenho de modo substancial, como a síndrome de destruição do músculo esquelético e hipertemia.
Nos Estados Unidos, o Adderall foi banido da National Football League (NFL), Major League Baseball (MLB), National Basketball Association (NBA) e National Collegiate Athletics Association (NCAA). Em ligas como a NFL, mesmo quando o atleta obtém uma prescrição médica de anfetamina, um processo adicional rigoroso é necessário para obter uma isenção que permite o uso.

### Recreativo
Adderall tem alto potencial de abuso quando usado como uma droga recreativa. Os comprimidos podem ser esmagados e cheirados, ou dissolvidos em água e injetados. A injeção na corrente sanguínea é particularmente perigosa porque componentes insolúveis, que estão na composição dos comprimidos, podem bloquear vasos sanguíneos, formando coágulos. Muitos estudantes relatam utilizar Adderall com o objetivo de aprimorar o desempenho cognitivo em atividades acadêmicas. Alguns dos fatores de risco para o uso indevido de estimulantes incluem: possuir características de comportamento divergente (ou seja, exibir comportamento delinquente ou desviante), baixa autoestima, desempenho acadêmico ruim, e a presença de doenças psiquiátricas não diagnosticadas.

## Contraindicações
Aderall é contraindicado em pessoas com histórico de abuso de drogas, doença cardiovascular, agitação ou ansiedade severa. Também é contraindicado em pessoas com arteriosclerose avançada (endurecimento das artérias), glaucoma (aumento da pressão ocular), hipertireoidismo (produção excessiva de hormônio tireoidiano) ou hipertensão moderada a grave.  Pessoas que tiveram reações alérgicas a outros estimulantes ou que estão tomando inibidores da monoamina oxidase (IMAO), uma classe de antidepressivoss, não devem ser tratadas com anfetaminas, embora o uso concomitante e seguro de anfetaminas e inibidores da monoamina oxidase tenha sido reportado. Além disso, em pessoas com anorexia nervosa, transtorno bipolar, depressão, hipertensão, problemas hepáticos ou renais, mania, psicose, fenômeno de Raynaud, convulsões, problemas de tiroide, tiques ou síndrome de Tourette, os sintomas devem ser cautelosamente monitorados durante o tratamento com anfetaminas.  Evidências de estudos com humanos indicam que o uso terapêutico de anfetaminas não causa anormalidades no desenvolvimento do feto ou recém-nascidos (ou seja, não possui efeitos teratogênicos), porém o abuso de anfetaminas apresenta riscos para o feto. Também foi demonstrado que a anfetamina passa para o leite materno, portanto, é aconselhável que a amamentação não ocorra durante o uso de anfetaminas. Devido ao potencial de deficiências reversíveis no crescimento, recomenda-se a monitoração da altura e peso de crianças e adolescentes prescritos com um medicamento anfetamínico.

## Efeitos colaterais
Os efeitos colaterais do Adderall são muitos e variados, e a quantidade consumida da substância costuma ser o principal fator para determinar a gravidade dos efeitos colaterais. Atualmente, o Adderall é aprovado para uso terapêutico de longo prazo pelo Departamento de Agricultura dos Estados Unidos (USFDA). Geralmente, o uso recreativo de Adderall envolve doses muito maiores do que aquelas utilizadas terapeuticamente e, portanto, é significativamente mais perigoso e mais capaz de gerar efeitos colaterais mais graves.

### Físicos
No sistema cardiovascular, os efeitos colaterais podem incluir hipertensão ou hipotensão arterial resultantes de uma síncope vasovagal. Também pode ocorrer síndrome de Raynaud (redução do fluxo sanguíneo para as mãos e pés) e taquicardia (aumento da frequência cardíaca). Em homens, efeitos colaterais na esfera sexual podem incluir disfunção erétil, ereções prolongadas ou ereções frequentes. Os efeitos colaterais gastrointestinais mais comuns são dor abdominal, constipação, diarreia e náusea. Outros efeitos colaterais físicos incluem perda de apetite, visão turva, boca seca, bruxismo, sangramento nasal, sudorese, rinite medicamentosa, redução do limiar de convulsão, tiques e perda de peso. Em doses farmacêuticas típicas, a incidência de efeitos físicos colaterais graves é rara.
A anfetamina estimula o centro respiratório, produzindo respirações mais rápidas e profundas. Em uma pessoa saudável tratada com doses terapêuticas, esse efeito geralmente não é perceptível, mas pode se tornar evidente quando a respiração já está, de algum modo, comprometida. A anfetamina também induz contração no músculo detrusor da bexiga urinária, que é o músculo que controla a micção, o que pode causar dificuldades para urinar. Esse efeito colateral pode ser útil no tratamento da incontinência urinária e da perda do controle da bexiga. Os efeitos da anfetamina no trato gastrointestinal são imprevisíveis. Caso a atividade intestinal for alta, a anfetamina pode reduzir a motilidade gastrointestinal. Por outro lado, a anfetamina também pode aumentar a motilidade quando o músculo liso do trato gastrointestinal está relaxado. A anfetamina também tem um efeito analgésico leve, e pode aumentar a ação dos medicamentos opioides.
Estudos encomendados pelo USFDA, publicados em 2011, indicam que em crianças, adolescentes e adultos, não há associação entre o uso terapêutico de anfetaminas e uma maior incidência de efeitos colaterais cardiovasculares graves, como morte súbita, ataque cardíaco e derrame. No entanto, os medicamentos anfetamínicos são contraindicados em indivíduos portadores de doenças cardiovasculares.

### Psicológicos
Em doses terapêuticas, os efeitos colaterais psicológicos mais comuns da anfetamina incluem maior vigilância, apreensão, concentração mental, autoconfiança e sociabilidade, alterações de humor (humor exacerbado seguido de humor levemente deprimido), insônia e diminuição da sensação de fadiga. Efeitos colaterais menos comuns incluem ansiedade, alterações na libido, senso irrealista de superioridade, irritabilidade, comportamentos repetitivos ou obsessivos e inquietação. Esses efeitos colaterais são influenciados pela personalidade e estado mental de cada indivíduo. Casos de psicose anfetamínica (por exemplo, delírio e paranoia) pode ocorrer em indivíduos que fazem uso de doses elevadas. Embora seja mais rara, a psicose anfetamínica também pode ocorrer em indivíduos tratados com doses terapêuticas a longo prazo. De acordo com o USFDA, "não há evidência sistemática" de que os estimulantes provoquem comportamento agressivo ou hostil.
A anfetamina, em doses terapêuticas, demonstrou produzir uma preferência condicionada por lugar (PCL), ou seja, os indivíduos adquirem preferências em passar o tempo em locais onde consumiram anfetaminas anteriormente.

## Overdose
Uma overdose de anfetaminas pode desencadear diversos sintomas, mas quando tratada de modo adequado raramente é fatal. A gravidade dos sintomas de overdose aumenta de acordo com a dose ingerida, enquanto diminui de acordo com a tolerância medicamentosa do indivíduo a anfetaminas. Estudos mostram que pessoas com tolerância alta podem chegar a ingerir até 5 gramas de anfetamina em um dia, o que é cerca de 100 vezes mais que a dose terapêutica diária recomendada. Os sintomas de uma overdose moderada e potencialmente fatal envolvem convulsões e coma.
| Sistema                 | Overdose leve a moderada                                          | Overdose severa |
| ----------------------- | ----------------------------------------------------------------- | --- |
| Cardiovascular          | - Arritmia cardíaca - Pressão alta ou baixa                       | - Choque cardiogênico (coração não bombeia sangue suficiente) - Aneurisma cerebral (sangramento no cérebro) - Choque circulatório (falha parcial ou completa do sistema circulatório)      |
| Sistema nervoso central | - Confusão mental - Hiperreflexia - Agitação psicomotora          | - Psicose anfetamínica aguda - Estereotipias motoras (movimentos repetitivos e compulsivos) - Tempestade adrenérgica (atividade adrenérgica excessiva)                                     |
| Locomotor               | - Dor muscular                                                    | - Rabdomiólise (colapso muscular repentino) |
| Respiratório            | - Hiperventilação (respiração acelerada)                          | - Edema pulmonar (acúmulo de fluidos nos pulmões) - Hipertensão pulmonar (pressão alta nas artérias do pulmão) - Alcalose respiratória (menor concentração sanguínea de CO2)               |
| Urinário                | - Dor ou dificuldade em urinar - Retenção urinária                | - Anúria (diminuição significativa ou total da produção de urina) - Insuficiência renal aguda                                                                                              |
| Outros                  | - Temperatura corporal elevada - Midríase (dilatação das pupilas) | - Elevação ou diminuição da concentração sanguínea de potássio - Hiperpirexia (elevação extrema da temperatura corporal) - Acidose metabólica (produção de fluídos corporais muito ácidos) |

## Interações
- Inibidores da monoamina oxidase (IMAO) ingeridos em conjunto a anfetaminas podem ocasionar crise hipertensiva. Por isso, recomenda-se que anfetaminas não sejam administradas por duas semanas após o último uso de um fármaco da classe dos IMAO.[85]
- Inibidores de enzimas que metabolizam diretamente a anfetamina, particularmente as enzimas CYP2D6 e FMO3, prolongam a meia-vida de eliminação das anfetaminas e aumentam seus efeitos.[85][86][87]
- Fármacos que aumentam a serotonina, como a maioria dos antidepressivos, elevam o risco de síndrome serotoninérgica quando coadministrados com anfetaminas.[87]
- Estimulantes e antidepressivos (sedativos e depressores) podem aumentar ou diminuir os efeitos medicamentosos de anfetaminas.[85]
- O pH gastrointestinal e urinário afetam, respectivamente, a absorção e excreção de anfetaminas. Agentes gastrointestinais alcalinizantes, que diminuem o pH gastrointestinal, aumentam a absorção de anfetaminas. Por outro lado, agentes acidificantes, que aumentam o pH, diminuem a absorção de anfetaminas.[85]
- Os inibidores da bomba de prótons (IBP) aumentam a absorção do Adderall e Mydayis.[85][87]
- A suplementação de zinco pode reduzir a dose efetiva de anfetaminas no tratamento do TDAH.[88][nota 4]

## História, sociedade e cultura

### História
A empresa farmacêutica Rexar reformulou seu medicamento para perda de peso que se mostrou ineficaz, o Obetrol, após sua retirada obrigatória do mercado em 1973, devido à Emenda Kefauver Harris, que complementou a Lei Federal de Alimentos, Medicamentos e Cosméticos (Lei FD&C). A nova formulação substituiu dois componentes de metanfetamina por componentes de dextroamfetamina e anfetamina em igual proporção, e manteve o nome comercial Obetrol. Apesar de não ter sido aprovado pela Food and Drug Admnistration (FDA), o Obetrol chegou ao mercado e foi comercializado e vendido pela Rexar por vários anos. Em 1994, a Richwood Pharmaceuticals adquiriu a Rexar e começou a promover o Obetrol como um tratamento para TDAH (e, posteriormente, também para narcolepsia), que passou a ser comercializado sob o novo nome comercial, Adderall.
A FDA questionou a empresa por inúmeras violações relacionadas ao Obetrol, que foram descobertas durante inspeções de rotina após a venda da Rexar, e emitiu uma carta formal de advertência à Richwood Pharmaceuticals devido a violações das "novas disposições sobre medicamentos e da Lei FD&C". Após discussões prolongadas com a Richwood Pharmaceuticals, a FDA aprovou formalmente as primeiras revisões de rotulagem/sNDA do Obetrol em 1996, incluindo sua mudança de nome para Adderall e uma restauração de seu status como um produto medicamentoso aprovado. Em 1997, a Richwood Pharmaceuticals foi adquirida pela Shire Pharmaceuticals em uma transação de US$ 186 milhões, e a Shire introduziu o Adderall ao mercado, inicialmente apenas em forma de comprimido de liberação imediata.
Em dezembro de 2013, dez empresas diferentes produziam medicamentos genéricos do Adderall em forma de liberação imediata, e as empresas Teva Pharmaceutical Industries, Actavis, e Barr Pharmaceuticals produziam genéricos do Adderall em comprimidos de liberação prolongada.

### Formulação comercial
A fórmula química do Adderall é uma mistura de quatro sais de anfetamina. Mais especificamente, o Adderal é composto por partes iguais (considerando a massa molar) de aspartato de anfetamina monoidratado, sulfato de anfetamina, sulfato de dextroamfetamina e sacarato de dextroanfetamina. Essa mistura de princípios ativos tem efeitos no sistema nervoso central ligeiramente mais potentes do que a anfetamina em sua forma racêmica, devido à maior proporção de dextroamfetamina presente na formulação do Adderall.

### Leis de proibição de drogas
- No Canadá, as anfetaminas são controladas pela Lei de Drogas e Substâncias Controladas, e só podem ser obtidas por prescrição médica.[95]
- No Japão, é proibido o uso, produção e importação de qualquer medicamento que contenha anfetamina.[96]
- Na Coreia do Sul, anfetaminas são proibidas.[97]
- Em Taiwan, anfetaminas, incluindo Adderall, são drogas cuja posse prevê um mínimo de cinco anos de prisão. Legalmente, penas o metilfenidato pode ser prescrito para o tratamento do TDAH.[98]
- Na Tailândia, as anfetaminas são classificadas como Narcóticos Tipo 1.[99]
- No Reino Unido, as anfetaminas são classificadas como drogas de classe B. A pena máxima para posse não autorizada é de cinco anos de prisão e multa iimitada. A pena máxima para o fornecimento ilegal é de 14 anos de prisão e multa ilimitada[100]
- Nos Estados Unidos, a anfetamina é um medicamento controlado que só pode ser obtido por prescrição médica. [101]
- A nível internacional, a anfetamina está na Tabela II da Convenção sobre Substâncias Psicotrópicas da Organização das Nações Unidas.[102][103]